# Мапунгубве (национальный парк)
Национальный парк Мапунгубве — национальный парк на севере ЮАР в провинции Лимпопо. Парк находится на границе с Зимбабве и охраняет археологические раскопки на месте столицы древнего королевства Мапунгубве, образовавшегося в X веке и достигшего процветания в 1200-х — 1270-х годах. В 2003 году культурный ландшафт региона был включён в список объектов Всемирного наследия ЮНЕСКО.

## История

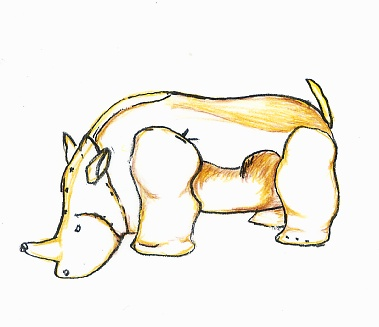
Золотой носорог из Мапунгубве.

В 900 году в бассейне рек Лимпопо и Шаши было основано королевство Мапунгубве и его столица. Около 500 человек занимались разведением скота, выращиванием зерновых и охотой на слонов. Первоначально жителями являлись люди племени зизо (Zhizo), которые занимались торговлей с арабами и контролировали регион, однако приблизительно в 1020 году они были вытеснены людьми Leopard’s Kopje. Археологические раскопки позволили обнаружить новую столицу, в которой проживало около 1500 человек. На месте раскопок встречаются работы из меди и железа, а также много слоновой кости и импортированных стеклянных бус.

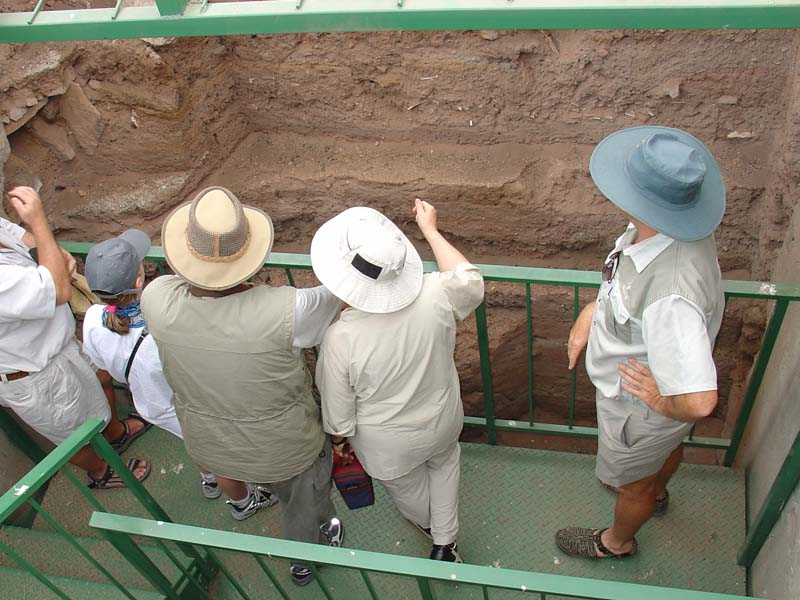
Археологические раскопки.

В это время климат был более влажный, река Лимпопо текла круглый год, что позволяло выращивать различные сельскохозяйственные культуры. Процветание королевства привело к социальному расслоению. В это время элита государства во главе с королём поселились на холме Мапунгубве и в непосредственной близости от него, а остальные жители в долине. В общей сложности в королевстве проживало от 5 до 9 тысяч человек. Конец королевства наступил после 1270 года. Так как не было обнаружено следов вооружённого нападения, учёные полагают что причиной послужило похолодание, которое привело к деградации почвы. Люди покинули королевство в неизвестном направлении.
Столица королевства была обнаружена только в 1932 году, когда были найдены 23 захоронения на вершине холма Мапунгубве, три из которых существенно отличались от других и, предположительно, принадлежали элите.

## Флора и фауна

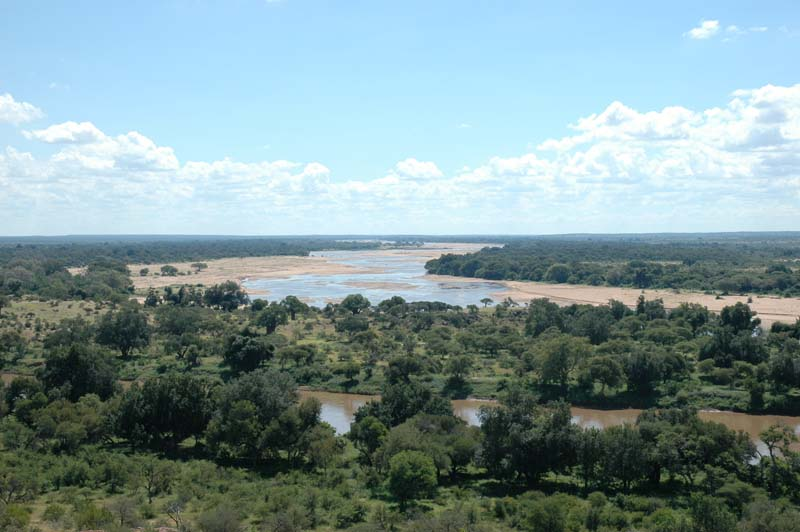
Слияние рек Лимпопо и Shashe

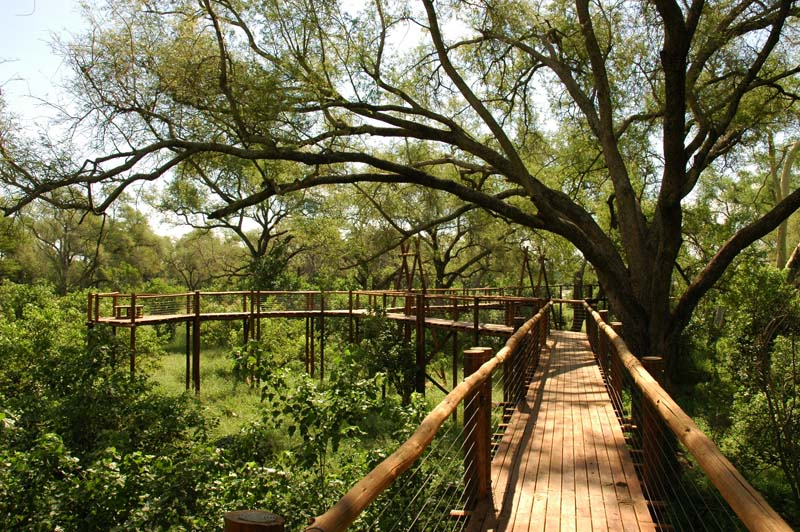
Маршруты по территории парка

В связи с тем, что основное внимание привлечено к историческим объектам на территории парка, растительный и животный мир изучен слабо. Вместе с тем, растительный мир очень разнообразен и включает по меньшей мере 24 вида акаций и 8 видов коммифоры. Половодье на реке Лимпопо даёт достаточно питания для роста некоторых деревьев, в частности ложной белой акации. Некоторые баобабы на территории парка достигают в обхвате 31 метра.
Животные в парке часто пересекают границы с Зимбабве. Обычными на территории парка являются эланда, куду, зебра, импала, водяной козёл, голубой гну, бушбок, жираф, саванный слон, леопард, обыкновенный стенбок, дукер, сернобык, кистеухая свинья, африканский бородавочник, павиан, трубкозуб. Изредка на территории парка можно встретить белого носорога, льва, гепарда, пятнистую гиену, бурую гиену, южноафриканских конгони. Кроме этого в парке обитает множество небольших млекопитающих, рептилий и насекомых.

Панорама парка с холма Мапунгубве

## Охрана территории

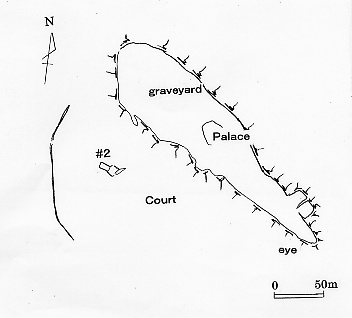
Карта холма Мапунгубве

В начале 1940-х годов часть территории, на которой находились раскопки, отошла резервату Донгола. Также была высказана идея о создании национального парка на базе резервата, создана предварительная схема парка, которая включала земли Родезии. Предложение получило поддержку премьер-министра и земельного министра, а также отпор комиссии по национальным паркам. Разгоревшаяся политическая дискуссия получила название донгольской битвы и повлияла на выборы в стране. В 1947 году был основан птичий заказник площадью 920 км², почти в три раза меньше первоначальной, который был закрыт после выборов в 1949 году, а земли долины реки Лимпопо отданы под сельское хозяйство.

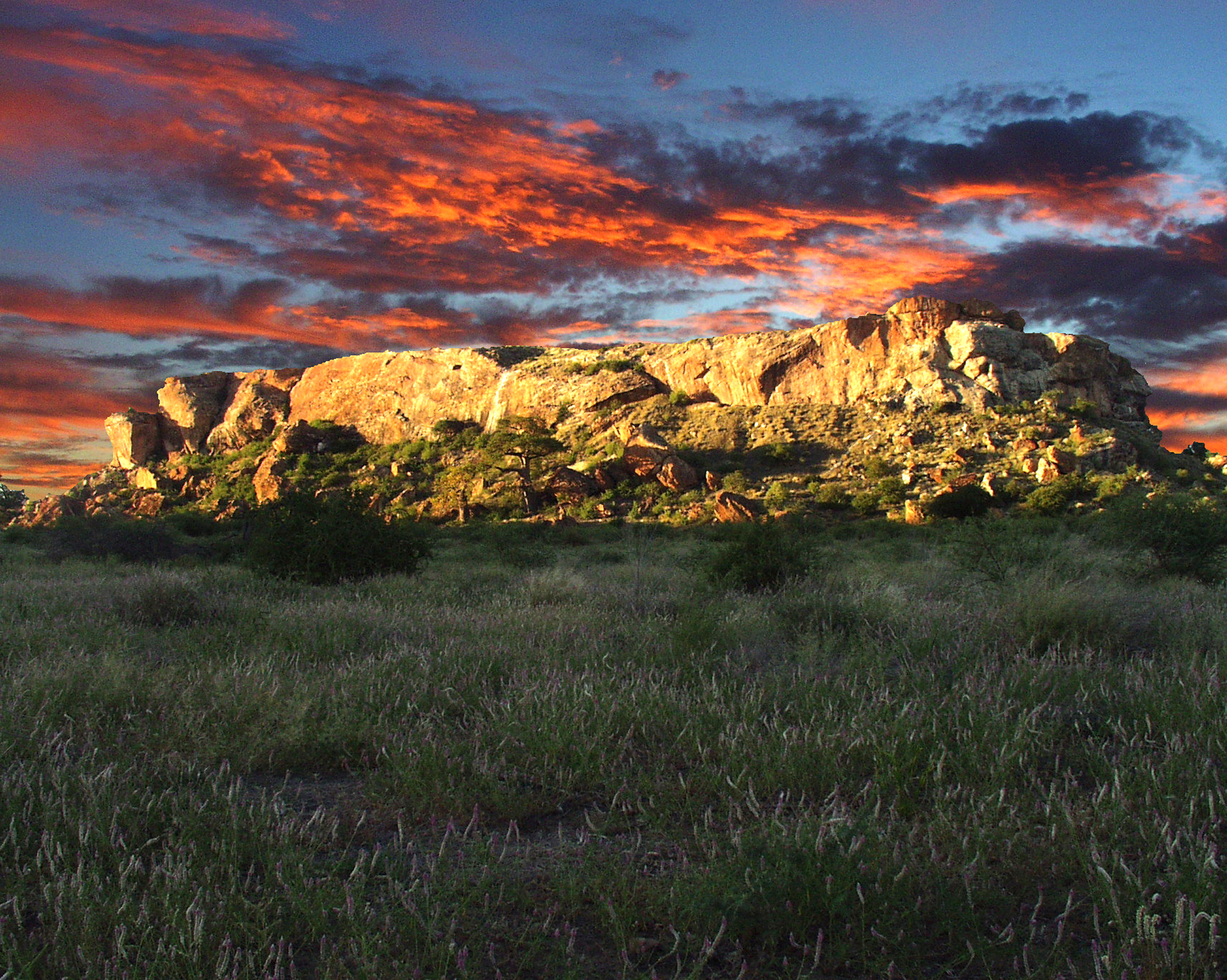
Холм Мапунгубве вечером

Долгое время считалось, что археологические раскопки относятся к более позднему периоду. Когда в 1960-х годах был проведён радиоуглеродный анализ, показавший возраст находок, дискуссия о создании национального парка разгорелась с новой силой, на территории трёх ферм был основан провинциальный природный резерват. В 1986 году было решено увеличить территорию парка и сделать его туристическим центром. В 1980-х годах территория была названа национальным монументом, а позднее компания Де Бирс скупила фермы в долине реки Лимпопо с целью добычи алмазов на месторождении Венетиа (Venetia Diamond Mine).
В 1995 году контроль над рядом ферм перешёл South African National Parks. В 2003 году культурный ландшафт Мапунгубве вошёл в список объектов Всемирного наследия ЮНЕСКО в ЮАР. Кроме того, так как королевство Мапунгубве было расположено на территории современных ЮАР, Ботсваны и Зимбабве, было принято решение о создании трансграничной охраняемой территории Лимпопо-Шасе, предварительные границы которой почти совпадают с первоначальной схемой парка 1940-х годов.